# 25153 Tomhockey
25153 Tomhockey este o planetă minoră (asteroid) din centura de asteroizi. A fost descoperită pe 16 septembrie 1998 la Stația Anderson Mesa de Lowell Observatory Near-Earth-Object Search. 
Obiectul prezintă o orbită caracterizată de o semiaxă mare de 2,4443692 UAi, o excentricitate de 0,1, o înclinație de 9,30419 ° în raport cu ecliptica.